# Hermannia lavandulifolia
Hermannia lavandulifolia es una especie de arbusto perteneciente a la familia de las malváceas. Es originaria de Sudáfrica.

## Descripción
Es un arbusto perennifolio de pequeño tamaño, que alcanza una altura de 20 a 60 cm en altitudes de hasta 1000 metros.

## Sinonimia
- Hermannia cavanillesiana Eckl. & Zeyh. (1835)[1]